# Caloptilia fera
Caloptilia fera là một loài bướm đêm thuộc họ Gracillariidae. Nó được tìm thấy ở Kenya và Nigeria.
Ấu trùng ăn Vigna unguiculata. Chúng có thể ăn lá nơi chúng làm tổ.